# Camarosporium nigricans
Camarosporium nigricans är en svampart som beskrevs av McAlpine 1902. Camarosporium nigricans ingår i släktet Camarosporium, ordningen Botryosphaeriales, klassen Dothideomycetes, divisionen sporsäcksvampar och riket svampar.   Inga underarter finns listade i Catalogue of Life.